# Centre international de synthèse
Le Centre international de synthèse est organisme scientifique français, élément constitutif de la fondation « Pour la science », tous deux fondés par Henri Berr, et reconnus par le Conseil d'État le 26 novembre 1925.
La mission du Centre international de synthèse est définie par Henri Berr dans le texte des trente ans de la Revue de synthèse. Le Centre rassemble « une élite d'hommes de science et a tendance à regrouper de jeunes gens ». Son siège fut l'hôtel de Nevers situé au 12 rue Colbert à Paris 2e, à quelques mètres de la Bibliothèque nationale ; il fut transféré ensuite à l'École normale supérieure au 41 rue d'Ulm, Paris 5e.
Trois sections permettent l'édition de ses réflexions dans la Revue de synthèse :Sciences de la nature et synthèse générale, rejoignant la section de synthèse historique (SH) division que l'on retrouve dans l'autre œuvre de Henri Berr : la Bibliothèque de l'évolution de l'humanité.

## Quelques membres
- Le centre est dirigé par Henri Berr jusqu'à son décès en 1954.
- Albert Einstein
- Lucien Febvre
- Paul Langevin
- Jacques Le Goff
- Marcel Mauss
- Hélène Metzger (secrétaire de la section d'histoire des sciences, qui publie la revue Archeion, décédée en déportation)
- Aldo Mieli (1879-1950, historien des sciences et directeur de la revue Archeion)
- Léon Noël
- Abel Rey
- Émile Tonnelat
- Louis Weber